# Операция «Леопард»
Операция «Леопард» — военная операция в ходе гражданской войны в Нигерии, проводившаяся Вооружёнными силами Нигерии против войск Республики Биафра, защищавших город Умуахию. В самом городе не было боевых действий, но окружающая его территория была сильно опустошена и разорена в ходе наступательных боёв. Умуахия была взята нигерийскими войсками 22 апреля 1969 года.

## Предыстория
17 сентября 1968 года после успешных атак в ходе Операции «ОАУ» на Абу и Оверри 3-я морская дивизия Нигерии под командованием генерала Бенджамина Адекунле направилась к столице Биафры, Умуахии, но была остановлена упорным сопротивлением противника. В течение 14 дней силы Биафры сдерживали наступление, прежде чем 1 октября 3-я морская дивизия отступила к Оверри.
После неудачной попытки захватить Умуахию во время проведения Операции «ОАУ» полковник Мохаммед Шува решил провести дополнительную операцию по захвату города. Исполнение своей задумки Шува передал подполковнику Феофилу Даньюму, который возглавил части 1-й дивизии в составе 4-го, 21-го, 22-го, 23-го, 24-го, 25-го и 82-го батальонов. Дорога на Умуахия прикрывалась 13-й дивизией Биафры, состоящей из 54-й и 55-й бригад.

## Вторжение
27 марта 1969 года части 15-й дивизии и 55-й бригады Биафры нанести упредительный удар, внезапно атаковав нигерийцев с подавляющим превосходством в живой силе и технике. 1-й дивизии удалось прорваться через брешь в обороне противника и приблизился к городу. В результате стремительности нигерийского авангарда часть сил Биафры были сняты со своих позиций и отправлены в Умуахию для защиты столицы.
2 апреля артиллерия Биафры начала бомбардировку нигерийских позиций в Узуаколи. Ответный огонь противника не дал Армии Биафры воспользоваться успехом и перейти в наступление. Когда 82-й батальон Нигерии разворачивал свои артиллерийские части для ответного огня на дороге Аба-Умуахия, силы Биафры одним ударом смяли его позиции и вошли в Узуаколи. 3 апреля нигерийские ВВС начали бомбардировку дороги Аба — Умуахия; авианалёты продолжались восемь дней, дорога в результате стала непроходимой. 19 апреля 21-й и 44-й батальоны Нигерии прорвали оборону Биафры у Узуаколи и дошли почти до Умуахии, прежде, чем были остановлены. Поскольку дорога Аба — Умуахия была разбита, нигерийские войска решили пробиться к Умуахии по бездорожью с помощью купленных у Франции грузовиков и танков. Генерал армии Биафры Тимоти Овуатугеву был заменён командиром дивизии «S» майором Азумом Асоей, но Армия Биафры уже потеряла инициативу и не могла остановить наступающих нигерийцев. 22 апреля 21-й и 44-й батальоны Армии Нигерии заняли Умуахию.

## Последствия
Умуахия оставалась под контролем нигерийцев до конца войны и служила штабом первой дивизии армии Нигерии. 24 декабря 1969 года 3-й морская дивизия Нигерии под руководством генерала Олусегуна Обасанджо совершила заключительную атаку на «сепаратистскую» республику, в ходе которой был взят Оверри и взлётно-посадочная полоса Ули. 8 января 1970 года новый президент Биафры Филипп Эфионг объявил о капитуляции и сдался представителям правительства Нигерии 12 января.